# 李洙正

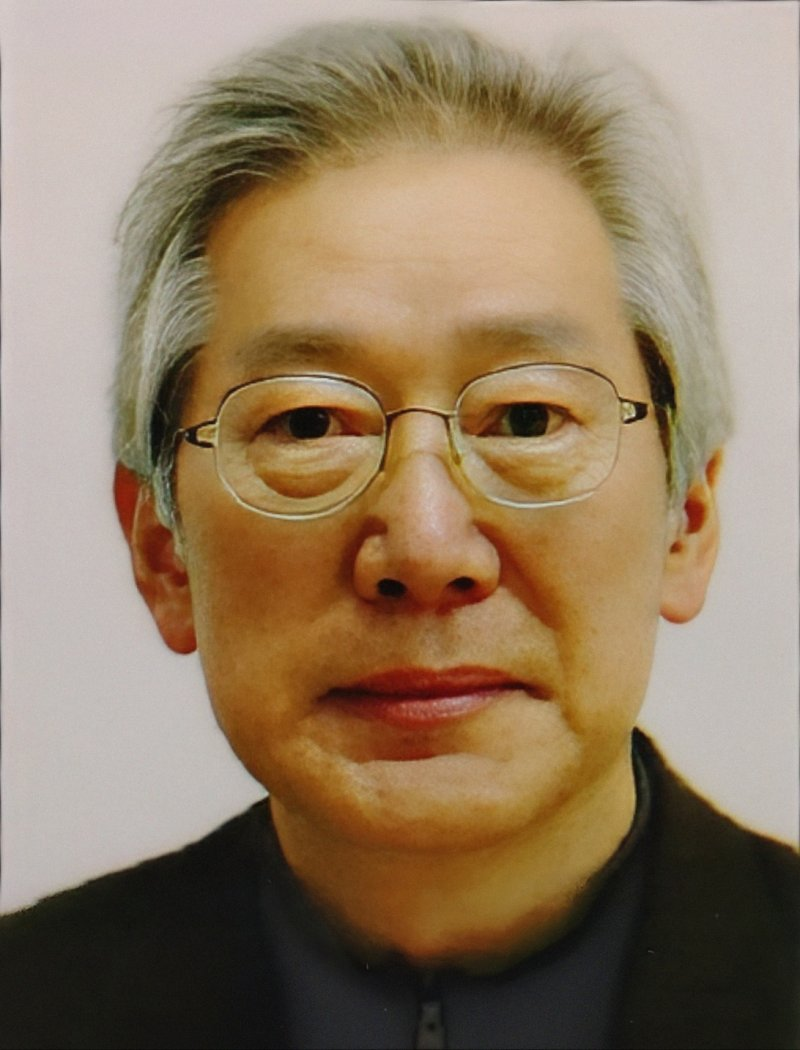

李洙正（イ・スジョン、朝鮮語: 이수정、英語: Sujeong Lee、1955年4月25日 - ）は、大韓民国（通称：韓国）の哲学者、教育者、詩人である。専門分野は、西洋哲学、現代哲学、ドイツ哲学、現象学、ハイデガー哲学で、韓国を代表するハイデガー専門家の一人であるが、関心は古代 - 中世 - 近世 - 現代、そしてドイツ - フランス - 英米をカバーする西洋哲学史全般にわたっており、価値中心の孔子研究でも知られている。孔子 - 仏陀 - ソクラテス - イエスの思想をいわゆる「究極の哲学」として集大成する一方、特有の「本然論」、「人生論」、「事物論」、「価値論」を展開し、かつ、いわゆる「エッセイ哲学」という形態を開拓することで、哲学と一般人との間の間隔を縮めようと努めた。韓国　国立昌原大学校名誉教授。

## 学歴および経歴

### 学歴
- 1962.3.-68.2.  安東中央国民学校(現 安東初等学校)
- 1968.3.-71.2.  ソウル大学校師範大学付属中学校
- 1971.3.-75.2.  ソウル大学校師範大学付属高等学校
- 1975.3.-79.2.  建国大学校 文理科大学 哲学科 (文学士)
- 1980.4.-81.3.  (日本) 東京大学大学院 人文科学研究科 哲学専門課程 研究生
- 1981.4.-83.3.  (日本) 東京大学大学院 人文科学研究科 哲学専門課程 修士課程(文学修士)
- 1983.4.-86.9.  (日本) 東京大学大学院 人文科学研究科 哲学専門課程 博士課程(文学博士 1990)

### 経歴
- 1987.9.-2021.8.  昌原大学校 人文大学 哲学科 教授

- 1990.9.-91.8. (日本) 東京大学 文学部 哲学研究室, 研究員
- 1993.7.-94.8. (独逸) Universität Heidelberg, Philosophisches Seminar, Gastprofessor
- 1997.8.-98.8. (独逸) Universität Freiburg, Philosophisches Seminar, Gastprofessor
- 2002.4.-03.3. (日本) 東京大学大学院 総合文化研究科, 研究員
- 2013.3.-14.2. (米国) Harvard University, FAS, Dept. of Philosophy, Visiting Scholar
- 2019.1.-20.1. (中国) 北京大学・北京師範大学 外籍教授

- 2000.9.-02. 9. 韓国ハイデガー学会 会長
- 2009. 後期/2012. 前期 (日本) 九州大学 非常勤講師
- 2000.2.-01.8. 昌原大学校 人文科学研究所 所長
- 2011.3.-13.2. 昌原大学校 人文大学 学長　兼 人文最高アカデミー 院長
- 2013.9.-14.2. ハーバード韓人研究者協会(HKFS: Harvard Korean Fellow Society) 会長
- 2020.1.-21.8. 昌原大学校 大学院長

## 哲学
李洙正の哲学は、いくつかの問題領域をもって展開される。それは、基本的な「ハイデガー論」、「孔子論」、「哲学史」のほかに、「本然論」、「人生論」、「事物論」、「価値論」、「エッセイ哲学」、「究極の哲学」、などを含む。その核心的内容は、概ね次の如くである。 

### 本然論
「ダレについての研究」より「ナニについての研究」を志向しつつ、そのモデルとしての「朴鍾鴻哲学についての研究」を纏めて学部の卒業論文として提出した李は、1980年代から自分固有の哲学を形成し始めている。その最初の結果が「本然」論である。2011年に発表した『本然の現象学』において 李は、「変らざるもの」としてのこの「本然」を李知成という仮名を借りて、「マリョン」（アプリオリな備え）とも表している。現象性/ 問題性/ 自体性/ 超越性/ 必然性/ 恒常性/ 遍在性/ 多樣性/ 当然性をその特徴的性格として指摘しており、世界の存在/ 事物の存在/ 秩序の存在/ 時空の存在、をその内容として取り上げている。一方、この普遍的現象に対する人間的-学問的関心の事例として「創世記」、「ハイデガー」、「老子」、「李知成」の場合を注目する。

### 人生論
1970年代後半、濟州島旅行を契機に李は、人生に対する哲学的関心を具体化していく。その結果物が1980年代・90年代の思惟を経て2014年に発表された『人生の構造』である。この本で李は、「5W1H」の原則に法って、「人生」という大いなる哲学的主題に挑む。「生の主体—我々は誰として生きるのか」、「生の時間—我々は何時を生きるのか」、「生の場所—我々は何処で生きるのか」、「生の内容—我々は何をして生きるのか」、「生の性格—我々はどんな人生を生きるのか」、「生の理由—我々は何故生きるのか」。多少図式的な感じを与えるが、それは、李が「新しい哲学-常識の哲学-親近な哲学-易しい哲学-接近可能な哲学-親切な哲学-ソフトな哲学-愛の哲学-暖かい哲学-優しい哲学-文化としての哲学」を志向するからである。しかし、このようなソフトな形式の反面には、「総合哲学-第一哲学-究極哲学」としての「哲学的人生論」ないし「人生の現象学」を樹立しようとする学問的志向が構えている。ここで李が言及しているのは、言語論(「精神的大気-教養の大気-人文的大気」としての「質的言語」の提供)、意味論(生の動力としての意味)と、「世界論」(“「世界」とは、我々人間たちが誕生と共にその中に投げ込まれる、そこで育ち、そこで成熟し、様々な現実的人間関係や利害関係の中で熾烈に競争しながら、勝ち、負け、奪い、奪われ、成し、逃し、そんな中で様々な喜怒哀楽を経験しながら、生きてはやがてそこから去っていくことになる、生老病死の現場、或は舞台、索漠で殺伐とした所、しかし時にはその何処よりも暖かく美しくなりうる所、家庭と学校と職場と国家を構えている所、友と敵とが一緒にいる所、素晴らしい自然と汚いごみの山が一緒にある所、面白くて下らない所、あちこちにあれこれの幸福が宝のように散らかっており、またあれこれの不幸が地雷のように埋まっている所、なのである。まさしくそういう所が、我々がその中で生きている真の意味での「世界」、「世」なるものである。”)である。

### 事物論
一方、2015年に発表した『事物の中で哲学探し』において李は、ひとつの事物論を展開する。この本で李は、「空-空色-雲-雨-稲妻・雷-虹-太陽-闇-オーロラ-月光-星-風-霧-雪-翼、そして地-水-河辺-海-火-石-岩-森-木-根-香り-草-花園-卵-燕-梅-蝶-蝦-蝉-紅葉-落葉-熊-氷山、そして顔-耳-目-涙-眼鏡-口-鼻-手-足跡-椅子-服-部屋-壁-煉瓦-門」などを取り上げながら、この平凡な事物たちが持ち合わせている哲学的意味を穿鑿し、事物たちの存在から倫理的意味を読み取っている。例えば、己れの存在は潜めてその結果だけを現すという「香りの道徳」、自分の目に良いものこそ本当に良いものであり、自分の目に良い分だけそれは良いのであるという「眼鏡の美学」、一枚の落葉が天下の秋を知らせるという「落葉の論理」、左手のやることを右手に知らすべからずという「手の倫理」等がある。

### 価値論
また、彼は2016年以降、『孔子の諸価値』、『国家の品格』、『ソクラテスの諸価値』、『質のための哲学』等を通して「価値」に対する格別の関心を展開する。孔子の哲学を、改、敬、恭、寬、楽、勞、徳、道、明、問、敏、鵬-朋、事、恕、善、脩、視-観-察、 信 、愼 、安 、言 、禮 、溫 、畏 、欲 、勇 、義 、仁 、節 、正 、貞 、從 、周 、重-威 、知 、直 、聰-聽 、忠 、恥 、泰 、學 、惠 、好 、和 、懷、孝 など50の価値に整理したり、ソクラテスの哲学を無知の知、遵法、毅然とした死、徳、真、善、美、智恵、勇気、節制、正義、敬神、友情、愛、幸福など15の価値に整理したりして、これを自分の価値として共有する一方、「質的な高級国家」のための市民倫理として高級主義、アナタモ主義、マモル主義、大切に主義、徹底主義、ヒマワリ主義、団結主義、引いてやる主義、聞いてやる主義、先見主義、審美主義、清潔主義、実力主義、適材主義、慎重主義、記憶主義、包容主義、均衡主義、対備主義、歓待主義、責任主義など25の価値を提示する。これらはすべて、「どんな/如何なる」あるいは「質quality」というものを代表概念とするいわゆる「質の哲学」に収斂される。（「人間には『如何』という質への本質的志向がある」）特に、彼が「作品」の基準として提示する「ワーと感心するようになるもの」、「二度以上求める[二度以上読みたい/見たい/聞きたい]ようになるもの」、「費用を払ってでも所有したいもの」、「私が作ったものならいいのになあと感ずるもの」「他人にも勧めたいもの」などは独特である。

### エッセイ哲学
また、李は2013年の『人生論カフェー』を始め、『真理ギャラリー』、『事物の中で哲学探し』、『考えの散策』、《時代の風景》、《ハーバードの春夏秋冬》、《ハイデルベルクとフライブルクの思索日誌》を立て続けに著しながら「エッセイ哲学」を展開した。親近なエッセイの形式に哲学的メッセージを盛り込むのである。
例えば、「目は、己れを見ることが出来ない。それを見うる唯一の道は、外に映された己れを見ることである」、「関心というものに一人の人間の正体が隠れている。その関心が認識を決定する。そしてそれがやがて人生を決定する」、「言葉の量がその質を決定するのではない。場合によっては一言の言葉が100巻の全集を凌駕する場合もいくらでもある」、「真正なる言葉は、何時か何処かで必ずそれを聴いてくれる耳に出会うことになる」、「殆んどの名声は砂の上に書かれる。ごく稀な名前だけが岩に刻まれ、あの歴史の風化を耐え抜くのである」、「すべての足取りには方向がある。そしてその足取りは、人柄という名の足跡を残す」、「人が人に与えた暖かい心は、いつかそれを貰った人の心の中で慕いという名の花と咲く」、「私に良いこれが他人にもそのまま良いのかを訊かずには真の良さの敷居を跨ぐことが出来ない」、「合理性と徹底性、道德性と審美性こそ、先進国という建築物の4本の柱である。その4本の柱を刀・金・筆・手［軍事力・経済力・文化力・技術力］という四つの礎石が支えている」、「言語は恰も染料のようで、我々の精神の中を出入りしながら、己れの色で精神の色を染めていく」、「暖かい心は一握りでも誰かの千の傷のうち少なくとも何切れかは撫でられる」、「夢は、ただそれを夢見る者にのみ、一つの金色の可能性を提供する。夢見ることのない者には、そもそも夢のような未来はあり得ない」、「人間が真理を＇ビリ＇にする瞬間、その人間は真理の前でビリになる」、「世界という大きな本には無数の真理が書かれている。ただし、大概は透明インクで書かれていて、ただ＇試練＇という眼鏡でのみその文字を読み取ることが出来る」、「自分の苦しみ/喜びより、彼/彼女の苦しみ/喜びがもっと苦しく嬉しい場合がある。まさしくそれが＇愛＇の最も確実な証しとなる」等の内容を展開している。

### 究極の哲学
更に李は、2014年のハーバード韓人研究者協会講演、2015年の京都大学講演を通じていわゆる「究極の哲学」への志向を披瀝した。孔子-仏陀-ソクラテス-イエスの思想こそ、あらゆる哲学の彼方にある究極の哲学だというのである。李はこの四大聖人の思想のうち、各々「正」、「度」、「知」、「愛」の四字を核心として取り上げる。これは各々、「必ずや名を正す」、「度一切苦厄」、「汝自身を知れ」、「愛しなさい」、といった有名な言葉に基づく。李は互いに文脈の異なるこれらの思想の共通点を、「善への志向」、「価値への志向」であると断定する。そしてその「問題性の基盤」が持つ「真正さ」も付け加える。そして李は、この「善/良さ」を究極の価値として、創造の原理として、最上位の存在として認める。ただ李は、単なる議論で満足せず、「知る」から「行う」へ、「行う」から「成る」へ、という方向性を提示する。

### 方法論
一方 李は、 哲学的現象ないし真理についての「真の理解」のために、「現場探査」「原点回帰」「原音聴取」「憑依」「裏返し読み」「欠如仮定」などの独特な方法論を提示した。これは『哲学から見た時代の風景』『ハーバードの春夏秋冬』等の著書において確認される。
「現場探査」と「原点回帰」ないし「原音聴取」は、それぞれ問題が問題として現れるその現実的地点と歴史的地点とに直接立ってみる、ということであり、
「憑依」は、現実の中の問題的他者および歴史の中のテキストの主体を真に理解するため、その人本人に成り済ましてみる、ということであり、
「裏返し読み」は、目の前に現実として展開している現象としての結果をみて、それが可能であるよう作用した原因ないしその背面を、つまりその「ナゼ？」を 推察するということであり、
「欠如仮定」は、ある対象「ｘ」の真の 価値を認識するため、それの欠如状態を、つまり「もしそれがなければ…」「もしそうでなければ…」を意図的に仮定してみるということである。

## 著書

### 哲学書
- 《ハイデガー：彼の問いを問う》、考えの樹、2010
- 《本然の現象学》、考えの樹、2011
- 《人生の構造》、哲学と現実社、2014
- 《孔子の諸価値》、エピファニー、2016
- 《手紙で書いた哲学史Ⅰ・Ⅱ》、エピファニー、2017
- 《詩で書いた哲学史》、エピファニー、2017
- 《老子はこう語った》、哲学と現実社、2020
- 《仏陀はこう語った》、哲学と現実社、2020
- 《イエスはこう語った》、哲学と現実社、2020
- 《ハイデガー：「存在」と「時間」》、哲学と現実社、2020
- 《哲学世界一周》、哲学と現実社、2021
- 《小説で書いた人生論》、哲学と現実社、2022
- 《ソクラテスの諸価値》、哲学と現実社、2022
- 《孔子語録：彼の知られたる諸名言》、曙光社、2023

### 哲学エッセイ
- 《人生論カフェー》、哲学と現実社、2013
- 《真理ギャラリー》、哲学と現実社、2014
- 《事物の中で哲学探し》、哲学と現実社、2015
- 《考えの散策》、哲学と現実社、2017
- 《実は文学も哲学であった》、哲学と現実社、2018
- 《国家の品格》、哲学と現実社、2019
- 《時代の風景》、哲学と現実社、2021
- 《ハーバードの春夏秋冬》、哲学と現実社、2022
- 《ハイデルベルクとフライブルクの思索日誌》、哲学と現実社、2023
- 《質のための哲学》、哲学と現実社、2023

### 詩集
- 《香気の因縁》、考えの樹、2005
- 《蒼き時間たち》、哲学と現実社、2012

### 翻訳
- 《現象学の流れ》、以文出版社、1989 (木田元、『現象学』)
- 《解釈学の流れ》、以文出版社、1995 (麻生健、『解釈学』)
- 《近代性の構造》、民音社、1999 (今村仁司、『近代性の構造』)
- 《日本近代哲学史》、考えの樹、2001 (宮川徹ほか、『日本近代哲学史』)
- 《レヴィナスと愛の現象学》、ガラパゴス、2013 (内田樹、『レヴィナスと愛の現象学』)
- 《愛と嘘》、哲学と現実社、2016 (Clancy Martin, “Love and Lies”)
- 《ヘルマン・ヘッセ詩集》、エピファニー、2018
- 《ライナー・マリア・リルケ詩集》、エピファニー、2018
- 《ハインリヒ・ハイネ詩集》、エピファニー、2018
- 《中国漢詩詩集Ⅰ・Ⅱ》、エピファニー、2019
- 《和歌・俳句・川柳詩集》、エピファニー、2019

### 共著および寄稿
- 《走れプラトン飛べカント：子供西洋哲学》、ヘネム出版社、1995(監修および共著)
- 《ハイデガー：彼の生涯と思想》、ソウル大学校出版部、1999(共著)
- 「フッサールの言語論」：《言語と現実(哲学雑誌)》、日本 有斐閣、第106卷 第778号、1991(寄稿)
- 「列巖哲学の理解と継承」：《現実と創造》、天地、1998(寄稿)
- "Zeitkritik bei Heidegger", in：Vom Rätsel des Begriffs, (Duncker & Humblot - Berlin) 1999(寄稿)
- 「生命倫理の哲学的基礎：特に基準の問題」：《人文論叢》、昌原大学、2001(寄稿)
- 「日本の価値」：《国士舘哲学》、国士舘大学哲学会、2003(寄稿)
- 「究極の哲学」：《人間存在論》、京都大学、2016(寄稿)

## 受賞
- 2018 Albert Nelson Marquis Lifetime Achievement Award